# Lee Si-woo
Lee Si-woo (Hangul: 이시우), es un actor y modelo surcoreano.

## Biografía
Previamente fue conocido atísticamente como Lee Chan-sun (Hangul: 이찬선).

## Carrera
Es miembro de la agencia "NPIO Entertainment" agencia subsidiaria de JYP Entertainment.
El 27 de octubre de 2017, apareció por primera vez en la serie web Sweet Revenge donde dio vida al exnovio de Ho Goo-hee (Kim Hyang-gi).
En febrero de 2020, se unió al elenco de la serie Hi Bye, Mama! donde interpretó a Jang Pil-seung, un joven piloto, cuya familia murió en un accidente automovilístico.
En octubre del mismo año se unió al elenco recurrente de la serie Do Do Sol Sol La La Sol, donde dio vida al estudiante Kim Ji-hoon, el mejor amigo de Sun Woo-joon (Lee Jae-wook), quien muere en un accidente luego de ser atropellado, lo que afecta a Woo-joon.

## Filmografía

### Series de televisión
| Año  | Título                  | Personaje             | Notas                  | Ref.        |
| ---- | ----------------------- | --------------------- | ---------------------- | ----------- |
| 2017 | Sweet Revenge           | exnovio de Ho Goo-hee | Serie web, 2 episodios |             |
| 2020 | Hi Bye, Mama!           | Jang Pil-seung        | 16 episodios           |             |
| 2020 | Do Do Sol Sol La La Sol | Kim Ji-hoon           | 5 episodios            |             |
| 2024 | Perfect Family          | Ji Hyun-woo           | 12 episodios           | [ 6 ] [ 7 ] |
| 2024 | Love Your Enemy         | Gong Moon-soo         | 12 episodios           | [ 8 ] [ 9 ] |